# Humanitärer Preis
Der Humanitäre Preis ist neben dem Kulturpreis der deutschen Freimaurer und dem Lessing-Ring eine der Auszeichnungen, welche die Großloge der Alten Freien und Angenommenen Maurer von Deutschland vergibt. Er wird seit 1969 in unregelmäßigen Abständen verliehen.

## Preisträger
Die bisherigen Träger des Humanitären Preises sind:

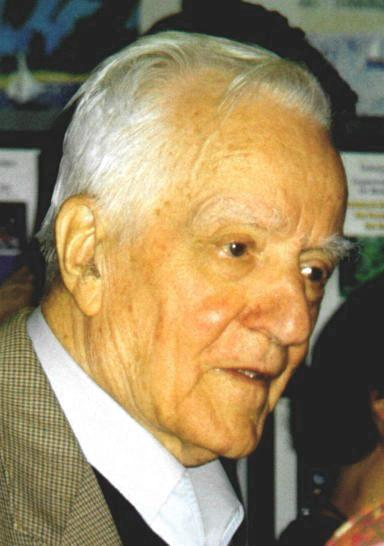
Theodor Binder
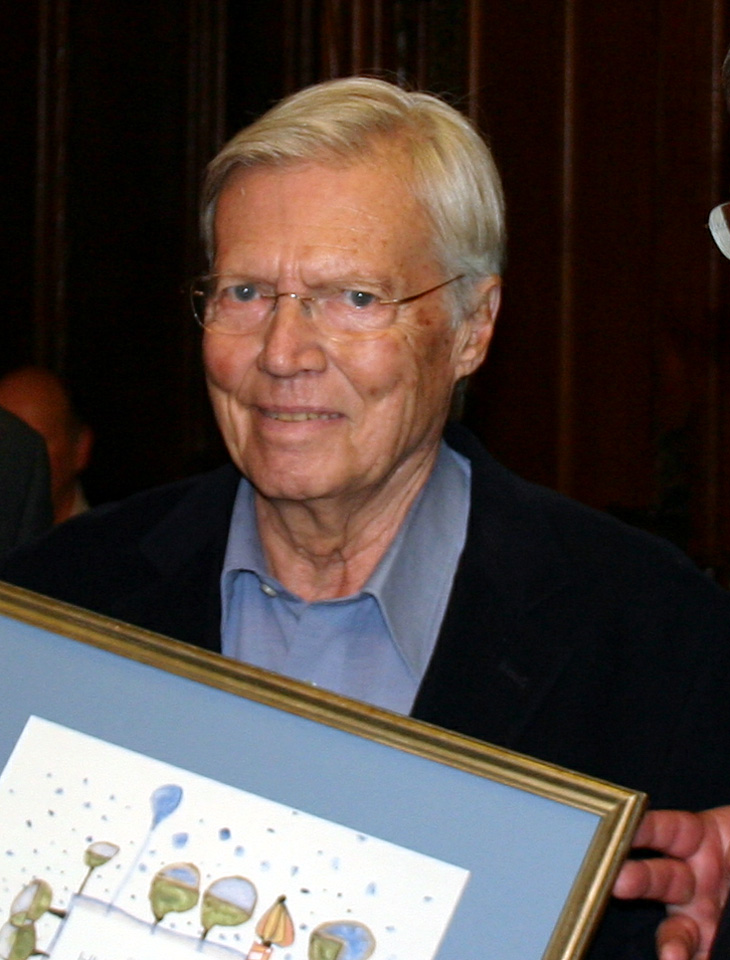
Karlheinz Böhm
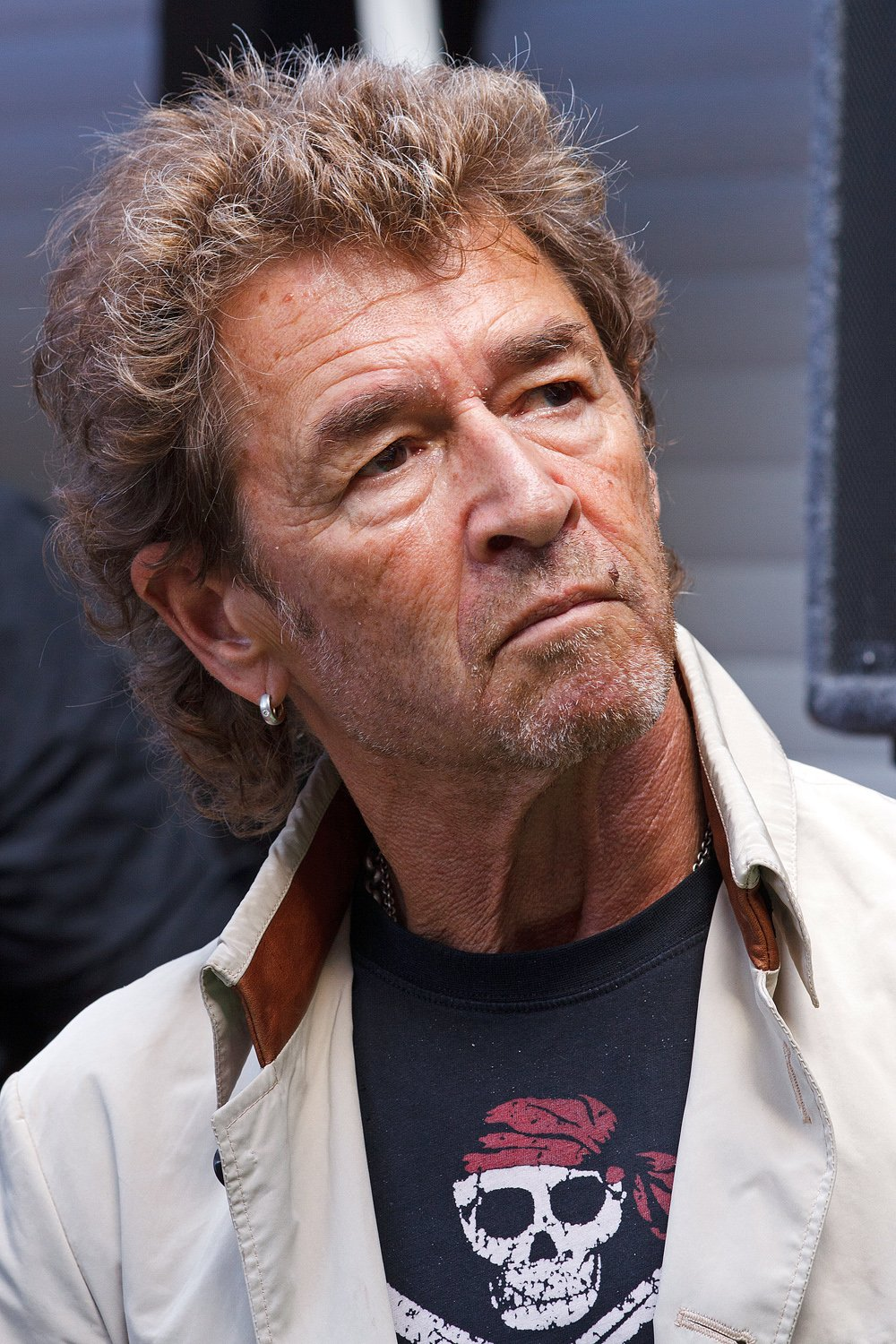
Peter Maffay

- 1969 Hermann Gmeiner
- 1971 Schüler des Dortmunder Helmholtz-Gymnasiums
- 1973 Theodor Binder
- 1976 Helga Einsele
- 1979 Arnold Dannenmann
- 1982 Eduard Zimmermann
- 1986 Karlheinz Böhm
- 1992 Gyula Horn
- 1997 Walter Farmer
- 1999 Alan Russell für The Dresden Trust[2]
- 2009 Peter Maffay[3]
- 2013 Verein Gegen Vergessen – Für Demokratie[4]
- 2016 Bayerische Polizeistiftung[5]